# بر رنگین‌کمان می‌رقصیم
بر رنگین‌کمان می‌رقصیم (آلمانی: Wir tanzen auf dem Regenbogen) که با نام ایتالیایی بدون شرمساری (ایتالیایی: Senza veli) هم شناخته می‌شود، یک فیلم موزیکال ملودرام آلمانی-ایتالیایی به کارگردانی آرتور ماریا رابنالت و کارمینه گالونه است که در سال ۱۹۵۲ منتشر شد.

## بازیگران
- ایزا بارزیتزا
- زیگفرید برور
- دانته ماجو
- هری مین
- آوه نینکی
- جوزپه وارنی
- رودولف شاندلر